# Ludwig Wessel

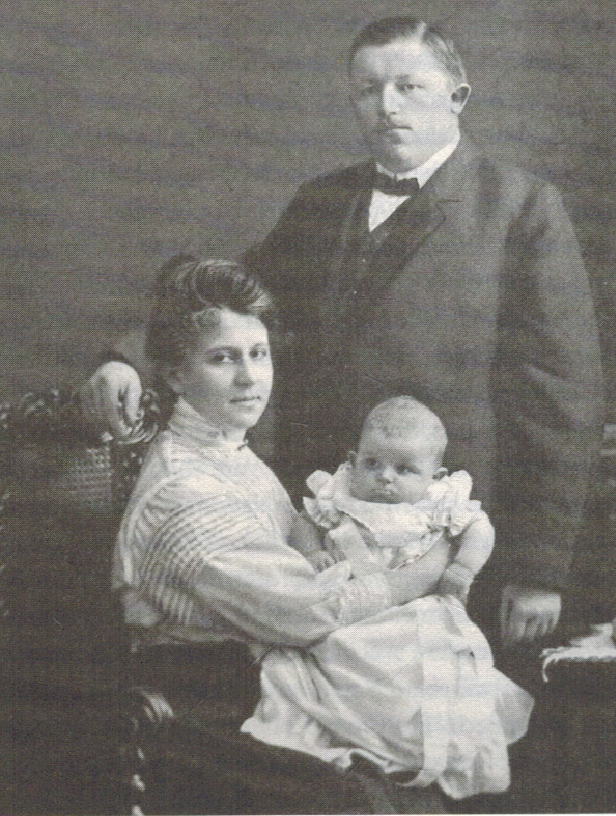
Ludwig und Margarete Wessel mit ihrem Sohn Horst kurz nach dessen Geburt 1907

Wilhelm Ludwig Georg Wessel (* 15. Juli 1879 in Hessisch Oldendorf; † 9. Mai 1922) war ein deutscher evangelischer Pfarrer. Er war der Vater des SA-Sturmführers Horst Wessel.

## Leben
Ludwig Wessel wurde 1879 als Kind des Bahnhofswirts Georg Wessel im preußischen Hessisch Oldendorf geboren. Nach Abschluss des Gymnasiums in Hameln studierte er mit mäßigem Erfolg Theologie an den Universitäten Erlangen, Berlin und Bonn. Während seines Vikariates wurde er 1904 an der Universität Erlangen zum Doktor der Philosophie promoviert. Nach seiner Ordination – ebenfalls 1904 – wirkte er zunächst für die Evangelische Landeskirche der älteren Provinzen Preußens (Kirchenprovinz Westfalen) als Hilfsprediger in Dortmund und Dorstfeld, anschließend von 1906 bis 1908 als Pastor in der Pauluskirche in Bielefeld. Dort gebar seine Frau Margarete im Oktober 1907 den Sohn Horst, dem 1909 die Tochter Ingeborg und 1910 der zweite Sohn Werner folgten. Der Historiker Daniel Siemens nennt das Verhältnis des jungen Horst Wessel zu seinem Vater „schwierig“.
Im Februar 1908 wurde Ludwig Wessel zum Pfarrer der evangelischen Kirchengemeinde in Mülheim an der Ruhr (rheinische Kirchenprovinz) berufen, wo er bis November 1913 tätig war und im Konflikt mit streng reformierten und pietistischen Kreisen die Umgestaltung der Petrikirche betrieb. Danach wirkte Ludwig Wessel an der Berliner Nikolaikirche (Kirchenprovinz Mark Brandenburg). Die Familie Wessel lebte in der benachbarten Jüdenstraße. Zu Beginn des Ersten Weltkrieges 1914 zog er als erster freiwilliger Feldgeistlicher der deutschen Armee mit ins Feld. Als Gouvernementspfarrer leistete er im ersten Kriegsjahr in Belgien seinen Militärdienst. Dann folgte die Versetzung ins litauische Kowno, wo sich das Hauptquartier des Generalfeldmarschalls Paul von Hindenburg befand. 1916 begegnete er dort Hindenburg persönlich, von dem bis an sein Lebensende ein handsigniertes Foto auf seinem Schreibtisch stand.
Einige seiner Feldpredigten veröffentlichte er als Buch. Diese sind geprägt von nationalem Denken und enthalten Passagen wie „Wieder waren die Tage des August durchjauchzt von dem hinreißenden Klang siegesfroher deutscher Kampfesweisen“. Auch sein im Jahr 1918 veröffentlichtes Kriegstagebuch Von der Maas bis an die Memel wimmelt von solchen Stellen. Während des Krieges trat seine nur wenig verankerte christlich-theologische Vorprägung hinter seinen völkischen Nationalismus, insbesondere während der anfänglichen Kriegsbegeisterung und den Siegen an der Ostfront, zurück. Nirgends findet sich in den überlieferte Schriften Kritik oder auch nur Nachdenklichkeit über die Millionen von Toten im Krieg. Wessel schienen diese als „gottgewolltes Opfer im Ringen der Völker“. Die Ausbeutung der französischen und belgischen Zivilbevölkerung einschließlich Zwangsarbeit sah er als nötige Ordnungsmaßnahme bei diesen „arbeitsscheuen und sittlich tiefstehenden Menschen“ an.
Manfred Gailus nannte sein Weltbild einen „rassisch grundierten, aggressiven Pangermanismus“. In Ludwig Wessels Erinnerungsbuch, das im Jahr 1918 in zweiter Auflage erschien, wird der Krieg nur beschönigend dargestellt. Darin schreibt er von behaglichen, peinlich sauberen Lazaretten mit bester Verpflegung. Als Beispiel ein Zitat: „Das Urfröhliche ist gerade im Felde eine nie versagende Triebkraft.“
Die Gewalttätigkeit von Ludwig Wessel war nicht nur rhetorisch. Im Mai 1917 verurteilte ihn das Gericht der Kommandantur Kowno zu einer Strafe von 50 Mark wegen vorsätzlicher leichter Körperverletzung. Während eines Kuraufenthaltes in Bad Nenndorf im Juli 1916 hatte Wessel einen Vierzehnjährigen, der zuvor seine beiden jüngeren Kinder geärgert hatte, geschlagen und anschließend dem Vater des Jungen, einem jüdischen Pferdehändler, der ihn zur Rede stellte, drei Ohrfeigen verabreicht. Daraufhin hatte die Frau des Pferdehändlers Wessel wegen Körperverletzung angezeigt. Von Seiten der Kirchenleitung gab es keinerlei Reaktion auf das Urteil, jedoch schied Wessel einige Wochen später zum 31. August 1917 aus dem „heeresdienstlichen Verhältnis“ aus. Danach predigte er im Auftrag des Kriegspresseamts vor tausenden von Zuhörern, wozu ihm von der Kirchenleitung häufig Sonderurlaub genehmigt wurde.
Bei Kriegsende kehrte Ludwig Wessel nach Berlin zurück. Nach der Novemberrevolution und dem damit verbundenen Ende des bisherigen Systems der Staatskirche regelte die Weimarer Nationalversammlung in der Weimarer Reichsverfassung das Verhältnis von Kirche und Staat neu. Die Übergangsregierung wollte Wessel am 5. Dezember 1918 zum Vertreter für evangelisch-kirchliche Angelegenheiten und zum Nachfolger des kurz zuvor verstorbenen Propstes der Petrikirche, Gustav Kawerau, ernennen. Der neue Kultusminister Adolph Hoffmann hatte von Wessel zuvor eine Loyalitätserklärung für die sozialistische Regierung eingefordert. Der altpreußische Evangelische Oberkirchenrat protestierte sofort gegen die Ernennung, in der man eine unzulässige Einmischung in innerkirchliche Angelegenheiten sah. Nachdem Hoffmann als Minister schnell zurücktrat, verzichtete auch Wessel kurz darauf auf seine Beauftragung und wirkte von da an bis zu seinem Tod 1922 wieder in der Nikolaikirche. Gottfried Traub, der selbst wiederholt durch Differenzen mit der Kirchenleitung auffiel, nannte Wessels Verhalten in diesen Tagen „unwürdig“ und sah rückblickend in einer Disziplinierung die „richtige Antwort“.

Grab Ludwig Wessels und seiner Söhne Werner und Horst auf dem St.-Nikolai-Friedhof Berlin

Laut Aussagen seiner Tochter Ingeborg Wessel lehnte Ludwig Wessel das neue System der Weimarer Republik ab und blieb ein treuer Anhänger des Deutschen Kaiserreiches. Da Ingeborg Wessel und ihre Mutter in der Zeit des Nationalsozialismus den Kult um Horst Wessel auch aus ökonomischen Motiven mit immer neuen Informationen befeuerten, sind ihre Aussagen auch in anderen Fragen als nur bedingt verlässlich eingestuft worden.
Im Jahr 1919 war Wessel kurzzeitig Vorsitzender des Reichsbürgerrates.
Ludwig Wessel starb 1922 überraschend an den Folgen einer Operation und wurde auf dem St.-Marien- und St.-Nikolai-Friedhof I beigesetzt. Seine Söhne wurden 1929 bzw. 1930 im Grab ihres Vaters beigesetzt. Anlässlich von Horst Wessels 70. Todestag kam es im Jahre 2000 zu einer Grabschändung, bei der angeblich der Totenschädel Horst Wessels ausgegraben und in die Spree geworfen wurde. Es blieb ungeklärt, ob dabei tatsächlich das Grab des Sohnes oder versehentlich das des Vaters Ludwig Wessel geschändet wurde. Die Täter konnten nicht ermittelt werden. Weil das Grab sich zu einem Wallfahrtsort für Neonazis entwickelte, ließ die Friedhofsleitung es im Juni 2013 einebnen.

## Schriften
- Die Ethik Charrons. Erlangen, Vollrath, 1904.
- Das Reich Gottes ist inwendig in euch. Mülheim an der Ruhr, Baedeker, 1909.
- Werde deines Gottes froh! Predigten. Mülheim an der Ruhr, Baedeker, 1912.
- Kriegesnot und Gottesnähe Evangelische Feldpredigten gehalten im Hauptquartier Ob.-Ost. Berlin, Warneck, 1916.
- Von der Maas bis an die Memel: Drei Jahre Kriegspfarramt in Belgien und Hindenburgs Hauptquartier. Aus der Serie Aus den Tagen des grossen Krieges, Bd. 17, Bielefeld, Leipzig, Velhagen & Klasing, 1918.